# 凱斯金
凱斯金是土耳其的城市，也是克勒克卡萊省的首府，位於該國中部，距離首府克勒克卡萊27公里，面積1,463平方公里，海拔高度1,123米，2000年人口34,827。

## 外部連結
- District governor's official website（页面存档备份，存于） （土耳其文）

39°40′23″N 33°36′49″E / 39.67306°N 33.61361°E